# 烏克蘭希臘禮天主教基輔-加利奇大總教區
烏克蘭希臘禮天主教基輔-加利奇大總教區（拉丁語：Archieparchia Kioviensis–Haliciensis Ucrainorum）是烏克蘭一個東儀天主教大總主教區（烏克蘭希臘禮）。
教座包括烏克蘭中北部五州，教座位於首都基輔。2009年有教友240,000人、五十一個堂區、四十三名司鐸。現任大總主教為斯維亞托斯拉夫·舍夫丘克，榮休大總主教為盧博米爾·胡薩爾樞機。
1963年12月23日設利沃夫大總教區，但為免刺激蘇聯鎮壓地下教會及阻礙與君士坦丁堡牧首之間的對話而沒有升為名望更優的宗主教區。2004年12月6日教座遷至基輔，利沃夫降為總教區。